# Full Monty - Squattrinati organizzati
Full Monty - Squattrinati organizzati (The Full Monty) è un film britannico del 1997 diretto da Peter Cattaneo.
Il film, prodotto da Uberto Pasolini, ha avuto un enorme successo commerciale, vincendo inoltre l'Oscar per la miglior colonna sonora e tre BAFTA su undici nomination, incluso miglior film.

## Trama
Gaz e Dave, due disoccupati di Sheffield, si ingegnano per trovare degli espedienti per tirare avanti, provando tra l'altro a rubare delle travi da una acciaieria ormai chiusa. Quando Gaz rischia di perdere la custodia del figlio Nathan, poiché in arretrato con le spese di mantenimento della ex moglie Mandy, pensa ad una soluzione un po' drastica per tirarsi fuori da quel problema: ispirato da un gruppo di spogliarellisti professionisti che si esibiscono in città, l'uomo decide di dar vita ad uno spettacolo di spogliarello coinvolgendo altri disoccupati, di diverse età, ciascuno alle prese con la sopravvivenza quotidiana.
Gaz, per ottenere una maggior cassa di risonanza, renderà noto che lo spettacolo conterrà il nudo integrale: questa idea estrema, partorita casualmente mentre parlava con alcune ragazze del posto, incontrerà parecchie resistenze da parte degli altri partecipanti fino a quando, superato ogni imbarazzo e facendosi aiutare anche dalle loro rispettive compagne, si convinceranno visto anche che nel frattempo si era sparsa la voce in città. Sulle note della celebre You Can Leave Your Hat On, lo spettacolo avrà luogo e sarà un successo.

## Sviluppo
Le riprese, realizzate interamente a Sheffield, sono durate dal 29 aprile al giugno 1996.

## Distribuzione
Il film è uscito in Gran Bretagna il 29 agosto 1997, negli USA il 13 agosto.

## Colonna sonora
La colonna sonora del film, vincitrice di un premio Oscar come miglior colonna sonora nel 1998, è stata composta da Anne Dudley.

### Tracce
1. David Lindup – The Zodiac – 3:06
2. Hot Chocolate – You Sexy Thing – 4:03
3. Tom Jones – You Can Leave Your Hat On – 4:26
4. M People – Moving on Up – 5:29
5. Steve Harley & Cockney Rebel – Make Me Smile (Come Up and See Me) – 3:59
6. Anne Dudley – The Full Monty – 3:04
7. Anne Dudley – The Lunchbox Has Landed – 2:14
8. Wilson Pickett – Land of a Thousand Dances – 2:24
9. Gary Glitter – Rock & Roll, Pt. 2 – 3:02
10. Donna Summer – Hot Stuff – 3:49
11. Sister Sledge – We Are Family – 3:35
12. Irene Cara – Flashdance... What a Feeling – 3:49
13. Joe Loss & His Orchestra – The Stripper – 2:11

## Accoglienza

### Critica
Il film ha ricevuto recensioni favorevoli da parte di molti critici, riuscendo a raggiungere un punteggio di 96/100 su Rotten Tomatoes e 75/100 su Metacritic.
Nel 1999 il British Film Institute l'ha inserito al 25º posto della lista dei migliori cento film britannici del XX secolo.

### Incassi
Il film ha avuto un budget stimato in 3,5 milioni di $ e ha incassato a livello mondiale 257,938,649$. 

## Riconoscimenti
- 1998 - Premio Oscar
  - Miglior colonna sonora a Anne Dudley
  - Candidatura per il miglior film a Uberto Pasolini
  - Candidatura per la migliore regia a Peter Cattaneo
  - Candidatura per la migliore sceneggiatura originale a Simon Beaufoy
- 1998 - Golden Globe
  - Candidatura per il miglior film commedia o musicale
- 1997 - European Film Award
  - Miglior film a Peter Cattaneo
- 1998 - Broadcast Film Critics Association Award
  - Candidatura per il miglior film
- 1998 - David di Donatello
  - Miglior film straniero a Peter Cattaneo
- 1998 - MTV Movie Award
  - Miglior nuovo film-maker a Peter Cattaneo
  - Candidatura per la miglior performance musicale
- 1998 - Premio BAFTA
  - Miglior film
  - Miglior attore protagonista a Robert Carlyle
  - Miglior attore non protagonista a Tom Wilkinson
  - Candidatura per il miglior film britannico a Uberto Pasolini
  - Candidatura per la migliore regia a Peter Cattaneo
  - Candidatura per il miglior attore non protagonista a Mark Addy
  - Candidatura per la miglior attrice non protagonista a Lesley Sharp
  - Candidatura per la migliore sceneggiatura originale a Simon Beaufoy
  - Candidatura per il miglior montaggio a Nick Moore e David Freeman
  - Candidatura per il miglior sonoro a Alistair Crocker, Adrian Rhodes e Ian Wilson
  - Candidatura per la miglior colonna sonora a Anne Dudley
- 1998 - Premio César
  - Candidatura per il miglior film straniero a Peter Cattaneo
- 1998 - Premio Goya
  - Miglior film europeo
- 1998 - Screen Actors Guild Award
  - Miglior cast

## Miniserie televisiva sequel
Nel marzo 2021, viene annunciata la produzione della miniserie Full Monty - La serie (The Full Monty), sequel del film, dove tutto il cast viene riconfermato. Il 2 luglio 2022 tuttavia, viene rivelato che Hugo Speer, interprete di Guy, è stato licenziato per cattiva condotta sul set.